# Hans Hartvig Seedorff
Hans Hartvig Otto Seedorff Pedersen eller Hans Hartvig Seedorff, som var det navn, han udgav sine værker under; født 12. august 1892 i Aarhus, død 19. januar 1986 på Frederiksberg) var en dansk viseforfatter og digter. Seedorff debuterede med Hyben i 1918 og boede fra 1958 til sin død i Bakkehusets gæstebolig. Efter hans død ændredes vilkårene for æresboligen, så den herefter, og frem til æresboligens afskaffelse i 2016, var tidsbegrænset.
Han modtog Drachmannlegatet i 1925, Ingenio et arti i 1933, blev Ridder af Dannebrog 1947 og modtog Holberg-medaljen i 1950.

## Viser i udvalg
- Den er fin med kompasset.
- Røverne fra Rold.
- Opsang for venner af øl.
- Med Kronborg om styrbord igen.
- Vi har retten til at drømme.
- Tjin tjin Juanita.

## Øvrige bøger
- Pompeji. 1966.